# Christian Graw
Christian Graw (* 21. Dezember 1975 in Solingen) ist ein deutscher Jurist und Richter am Bundesfinanzhof.

## Leben und Wirken
Graw absolvierte ab 1996 zunächst eine Ausbildung zum Diplom-Finanzwirt (FH) in der nordrhein-westfälischen Finanzverwaltung, die er 1999 abschloss. Anschließend studierte er Rechtswissenschaften an der Universität zu Köln. Nachdem er dort sein Erstes Juristisches Staatsexamen abgelegt hatte, leistete er am Landgericht Düsseldorf sein Referendariat ab. Nach seinem Zweiten Staatsexamen 2006 arbeitete Graw in einer Bonner Rechtsanwaltskanzlei. 2008 trat er als Finanzrichter in den Justizdienst des Landes Nordrhein-Westfalen ein und wurde zunächst am Finanzgericht Düsseldorf eingesetzt. Dort war er vor allem im Ertragsteuerrecht tätig. 2009 wurde er von der Universität Köln mit der von Johanna Hey betreuten umwandlungssteuerrechtlichen Schrift Das Konzept der Anteilseignerbesteuerung nach § 22 UmwStG 2006 – insbesondere im Vergleich zu § 21 UmwStG 1995 zum Dr. iur. promoviert. Ab Oktober 2018 war er an die Staatskanzlei des Landes Nordrhein-Westfalen abgeordnet.
Im März 2019 wurde Graw zum Richter am Bundesfinanzhof gewählt. Er trat seine neue Stellung am 15. Juni 2019 an und wurde dem vor allem für die Besteuerung von Einkünften aus Vermietung und Verpachtung sowie die Besteuerung privater Veräußerungsgeschäfte zuständigen IX. Senat zugeteilt. Daneben ist er Mitautor von juristischen Fachkommentaren zum Steuerrecht und Lehrbeauftragter an der Bundesfinanzakademie und der Universität Düsseldorf.